# Salsola angolensis
Salsola angolensis är en amarantväxtart som beskrevs av Viktor Petrovitj Botjantsev. Salsola angolensis ingår i släktet sodaörter, och familjen amarantväxter. Inga underarter finns listade i Catalogue of Life.